# زنا با محارم در کتاب مقدس
زنا با محارم در کتاب مقدس به روابط جنسی بین برخی از روابط خویشاوندی نزدیک اشاره دارد که توسط کتاب مقدس عبری ممنوع شده است. این ممنوعیت‌ها به‌طور عمده در Leviticus 18:7–18 و Leviticus 20:11–21 و همچنین در تثنیه یافت می‌شود. دیدگاه یهودیان دربارهٔ محارم مبتنی بر مقوله‌های کتاب مقدس روابط ممنوع است و در تلمود دربرگیرندهٔ تفسیرهای خاخامی بوده است. قرائیان حجیت آرای تلمودی را رد می‌کنند و ممنوعیت‌های کتاب مقدس را متفاوت تفسیر می‌کنند. فرقه‌های مختلف مسیحی دسته‌بندی‌های خود را از روابط زنای محارم ممنوع تعیین می‌کنند که هر از گاهی تغییر کرده‌اند. (به قرابت (قانون کاتولیک) مراجعه کنید) قوانین بسیاری از کشورها دربارهٔ روابط ممنوعه لزوماً از ممنوعیت‌های کتاب مقدس پیروی نمی‌کند و از هیچ کلیسای خاصی پیروی نمی‌کند. (زنا با محارم در قانون را ببینید)
تفسیر کتاب مقدس در مورد آمیزش جنسی در انسان برای رویدادهایی که پیش از صدور شریعت موسی توسط خدا در دین‌های ابراهیمی به بنی‌اسرائیل اتفاق افتاده است، کمتر انتقادی است. به عنوان مثال، در سفر پیدایش ازدواج ابراهیم و ساره شرح داده شده است، بدون اینکه  انتقادی از خواهر و برادر ناتنی بودن آنها مطرح شود و در کتاب‌های سموئیل ازدواج یک شاهزاده سلطنتی با خواهر ناتنی‌اش را نه غیرعادی می‌داند و نه شیطانی.